# XAI
xAI公司（英語：xAI Corp.）是埃隆·马斯克于2023年7月12日创办的人工智能初创企业，由OpenAI、Google DeepMind、Google研究院、微软研究院、特斯拉、Twitter及多倫多大學前雇员组成，AI安全中心执行董事丹·亨德里克斯担任其中一位顾问。

## 歷史

### 背景
2015年，伊隆·马斯克和萨姆·阿尔特曼、格雷格·布洛克曼、里德·霍夫曼、杰西卡·利文斯顿、彼得·蒂尔、亚马逊网路服务（AWS）、印孚瑟斯和YC Research共同创办了AI研究公司OpenAI，该公司当时还是非营利组织。至2018年，马斯克旗下的汽车企业特斯拉也开始逐步进军人工智能领域；为避免日后与OpenAI产生利益衝突，再加上不同意OpenAI管理层及其对人工智能安全的态度，马斯克离开OpenAI董事局。
2023年4月，英国《金融时报》称马斯克计划成立一间人工智能初创企业。为此，马斯克取得了数千枚英伟达GPU处理器，供未来研究大型语言模型使用。在接受记者塔克·卡森采访的时候，马斯克表示自己对目前各大AI公司的训练系统表示担忧，担心出现“政治正确”问题，故自立“TruthGPT”之类的品牌。

### xAI的成立
2023年7月14日，马斯克在个人推特账号宣布新公司定名为xAI，并于同日举行Twitter空间会议。新成立的xAI公司会与Twitter和特斯拉紧密合作 ，其中一个目标是打造能进行高阶逻辑推理的人工智能模型，并超越市面上其他模型。
2025年3月28日，xAI收購了X公司。

### 推出Grok
2023年11月5日，埃隆·马斯克在X上宣布推出Grok。 
2025年1月3日，特斯拉执行长马斯克宣布旗下AI新创xAI已完成最新生成式AI系统「Grok-3」的训练。 Grok-3的算力比前一代高出10倍，并采用高达10万组辉达AI晶片训练。 

### 注册巨硬商标
2025年8月1日，xAI正式向美国专利商标局申请巨硬（英語：MacroHard）商标。